# SAGUAPAC
SAGUAPAC es una cooperativa de servicios públicos sin fines de lucro fundada el 19 de junio de 1979 que presta servicios básicos en Santa Cruz de la Sierra, Bolivia. Desde hace más de 45 años, se encarga de la concesión de los servicios de agua potable y alcantarillado sanitario.
Actualmente, la cooperativa proporciona agua potable a más de 1,4 millones de habitantes, alcanzando una cobertura del 97% en un área de 54.000 hectáreas.
El desempeño de SAGUAPAC ha sido evaluado positivamente por organizaciones internacionales de crédito como el Banco Mundial y otros, que lo califican como muy bueno según sus estándares. Además, la calidad del agua suministrada por la cooperativa ha sido reconocida como la mejor de Bolivia y una de las tres más destacadas en América Latina.

## Historia
El 15 de julio de 1938 el presidente Germán Busch Becerra promulgó la Ley de Regalías del 11%, la cual otorgaba regalías del 11% a los departamentos productores de hidrocarburos, entre ellos Santa Cruz. Sin embargo, la falta de aplicación de dicha ley llevó a varios reclamos populares en los años 50, conocidos como luchas cívicas, por parte de la Federación Universitaria Local. La Unión Juvenil Cruceñista junto al Comité Cívico Pro-Santa Cruz, fundado el 30 de octubre de 1950, lograron la aplicación de la ley. Este se puede calificar como el despegue económico de la ciudad de Santa Cruz.
El Comité de Obras Públicas, dependiente de la Gobernación, llevó a cabo el primer estudio integral para el pre diseño de los servicios de agua potable y alcantarillado entre 1957 y 1959. Estos estudios fueron seguidos por un análisis más detallado de la infraestructura sanitaria en 1961, lo que llevó a la construcción de los sistemas actuales de agua potable y alcantarillado sanitario entre 1963 y 1964, financiados con recursos provenientes de las regalías petroleras. Antes de esta etapa, el abastecimiento de agua provenía del río Piraí, sin un proceso de potabilización.
En 1973, mediante el Decreto Supremo No 10844, el Gobierno de Bolivia creó el Servicio de Agua Potable y Alcantarillado de Santa Cruz, conocido como SAGUAPAC, como una entidad autárquica dependiente del Comité de Obras Públicas. Este transfirió la administración y operación de los servicios a esta nueva entidad, la cual comenzó a operar formalmente en septiembre de 1975 en la oficina descentralizada conocida como Comité de Obras Públicas (CORDECRUZ).
En 1978, ante el crecimiento urbano y la necesidad de mejorar la eficiencia de los servicios, el Directorio de SAGUAPAC decidió transformar la entidad autárquica en una cooperativa de servicios públicos. Esta decisión fue ratificada por el Poder Ejecutivo mediante el Decreto Supremo No 16139 del 1 de febrero de 1979, que estableció oficialmente la Cooperativa de Servicios Públicos Santa Cruz Ltda. “SAGUAPAC”.
Desde su creación, SAGUAPAC ha gestionado la provisión de agua potable y alcantarillado sanitario en Santa Cruz de la Sierra. Durante su desarrollo, la cooperativa ha pasado por tres fases: una fase inicial tras su constitución en 1979, caracterizada por una cobertura limitada; una fase de rápido crecimiento en la década de 1990, facilitada por financiamiento externo; y una fase de estabilización desde los años 2000, en la cual el sistema de suministro de agua se autofinancia completamente.
El contexto legal de SAGUAPAC también se ha visto influido por las reformas en la legislación del agua en Bolivia, particularmente después de la "Guerra del Agua" en Cochabamba en el año 2000 y la protesta en La Paz-El Alto en 2008. La puesta en vigencia de la Nueva Constitución Política del Estado el 7 de febrero de 2009 y sus reformas promovieron la gestión descentralizada del agua y establecieron el acceso al agua potable como un derecho humano, además de crear la Autoridad de Fiscalización y Control Social de Agua Potable y Saneamiento Básico (AAPS)
Actualmente, la concesión de SAGUAPAC abarca dos tercios del área urbana de Santa Cruz, incluyendo los distritos centrales y los del norte.

## Estructura organizativa
La estructura organizativa de SAGUAPAC se basa en un modelo cooperativo, en el cual los usuarios del servicio, denominados asociados, son miembros y propietarios de la infraestructura de abastecimiento de agua y saneamiento que ésta desarrolla, mediante el pago de un aporte similar para todos.
Con el área de concesión otorgada por el Estado, SAGUAPAC divide a la ciudad en nueve distritos, cada uno de los cuales elige tres representantes de entre sus miembros para conformar la asamblea general, como órgano principal de toma de decisiones. Esta última elige a un consejo de administración encargado de aprobar el presupuesto, establecer aumentos de tarifas y designar al gerente general. Además, existe un consejo de vigilancia que supervisa el trabajo de los consejos y realiza auditorías externas.
En términos operativos, la cooperativa gestiona directamente todas sus actividades.

## Premios y reconocimientos
En 2004, SAGUAPAC obtuvo el Certificado de Calidad Internacional ISO 9001, que avala la calidad de su sistema de gestión basado en principios como la orientación al cliente, el enfoque en procesos, la implicación de la alta dirección y la mejora continua.
SAGUAPAC ha implementado diversos proyectos de infraestructura de agua potable y saneamiento en Santa Cruz de la Sierra, en colaboración con instituciones internacionales como el Banco Mundial. En particular, se ha destacado por el desarrollo de un sistema de producción de biogás a partir de aguas residuales, un proyecto financiado por dicha organización internacional. Este sistema tiene como objetivo reducir el impacto ambiental de los desechos orgánicos y, al mismo tiempo, generar energía renovable que contribuye a la sostenibilidad de la cooperativa.
En 2023, la cooperativa fue galardonada con el premio Empleador Líder, otorgado por Human Value y BPO Center en la categoría de Empresas Grandes. SAGUAPAC obtuvo el puntaje más alto (86,8) en el índice de clima laboral, que mide aspectos como el ambiente de trabajo, el compromiso de los líderes y el desarrollo del talento humano.
SAGUAPAC ha sido destacada a nivel nacional por su alta cobertura de agua potable, que beneficia a más de 1,4 millones de personas en Santa Cruz de la Sierra, alcanzando el 97% de su población dentro del área de concesión.